# Trigonophorus dechambrei
Trigonophorus dechambrei is een keversoort uit de familie bladsprietkevers (Scarabaeidae). De wetenschappelijke naam van de soort werd voor het eerst geldig gepubliceerd in 1988 door Masumoto en Sakai.